# Planificación de la tecnología de la información (ITP)
Planificación de tecnología de la información (ITP) es una disciplina dentro de la tecnología de información y sistemas de información. Haciendo el proceso de planificación para inversiones de tecnología de la información y que hacen que la decisión sea más rápida, más flexible, y un proceso alineado exhaustivamente es la preocupación  de ITP.  Según la revista Architecture & Governance Magazine, (Estratégico)convirtió en una disciplina global dentro del dominio de  Planificación Estratégico en arquitectura de empresa es ahora una de varias capacidades.

## Argumentos a favor
El departamento de TI tarda demasiado en ajustar los planes para satisfacer las necesidades comerciales. En el momento en que TI está preparado, las oportunidades han pasado y los planes están obsoletos. TI no tiene los medios para comprender cómo respalda actualmente la estrategia comercial. El vínculo entre las capacidades de TI, y sus costos, beneficios y riesgos asociados, y las necesidades del negocio no están trazados. Además, la recopilación de información y el procesamiento de números retrasan el proceso.
TI hace planes que no reflejan lo que TI realmente hará o lo que el negocio realmente necesita. Al final, el negocio no entiende cómo la TI contribuye a la ejecución de la estrategia. TI no comienza a planificar con una imagen clara de qué demanda es verdaderamente estratégica o qué acciones tendrán el mayor impacto. La información sobre las necesidades comerciales y los costos, beneficios y riesgos de las capacidades de TI proviene de fuentes de diversa calidad. Luego, TI toma decisiones de planificación basadas en información engañosa.
Los planes de TI a menudo terminan siendo rígidos y no verificables. Los planes no incluyen contingencias que reduzcan el impacto del cambio, ni han sido verificados como el mejor plan de acción mediante comparación con alternativas y escenarios. TI simplemente no tiene el tiempo ni la información para ello. Preparar manualmente múltiples planes y seleccionar el mejor llevaría demasiado tiempo para la mayoría de las organizaciones, especialmente considerando la disponibilidad de la información necesaria para una comparación.

## Estrategias para proporcionar una capacidad de planificación de tecnología de información
Según la investigación de Forrester, hay varias estrategias reconocidas para proporcionar una capacidad de planificación de tecnología de la información..
Un repositorio de dato de aplicación. Las herramientas de planificación proporcionan un inventario común de los datos de las aplicaciones, incluidos los costos, los ciclos de vida y los propietarios, de modo que los planificadores tengan fácil acceso a la información que impulsa sus decisiones.
Mapas de capacidad.  Forrester recomienda usar mapas de capacidad para vincular las capacidades de TI con los procesos comerciales críticos que respaldan. Estas herramientas de software proporcionan una herramienta gráfica que describe claramente cómo las capacidades empresariales que TI proporciona a la empresa están vinculadas a los esfuerzos de TI. Esto también se puede conocer como hoja de ruta de TI o tecnología roadmap.
Herramientas de análisis del vacío. Junto con los mapas de capacidad, las herramientas de planificación capturan información sobre el estado futuro de las capacidades comerciales según lo dicte la estrategia comercial. Los usuarios aprovechan esta funcionalidad para identificar las áreas donde las capacidades de TI deben construirse, mejorarse o reducirse, impulsando la estrategia de TI.
Modelado y capacidad analítica. Estas herramientas permiten a los equipos de planificación crear una variedad de planes, que luego se pueden comparar entre sí para sopesar los pros, los contras y los riesgos de cada uno. Además, se hace visible su impacto en la arquitectura y las iniciativas actuales. Esto mantiene los planes relevantes, brinda a los equipos la previsión para planificar de manera integral y permite que TI comunique el plan con claridad.
Informando herramientas.  Los informes guían las decisiones del equipo de planificación, por ejemplo, qué aplicaciones tienen capacidades redundantes, no se han actualizado o están plagadas de problemas costosos. Por lo tanto, las decisiones estratégicas de TI se justifican más fácilmente. el proceso de gestión se utiliza en la política comercial y cada persona puede promover la política de alimentación de datos y cuánto proceso puede saber el proceso se construye en todos y cada uno de los procesos de gestión de datos.

## Resultados
Empresas como Barclay Banco.., Accenture y Vodafone, así como las agencias de Gobierno como el departamento de Seguridad de Patria y Laboratorio Nacional Los Álamos, han realizado inversiones en capacidades de planificación estratégica de TI y se han validado retornos de inversión de hasta el 700 % para este tipo de proyectos.